# Wohn- und Wirtschaftsgebäude Lindenstraße 46

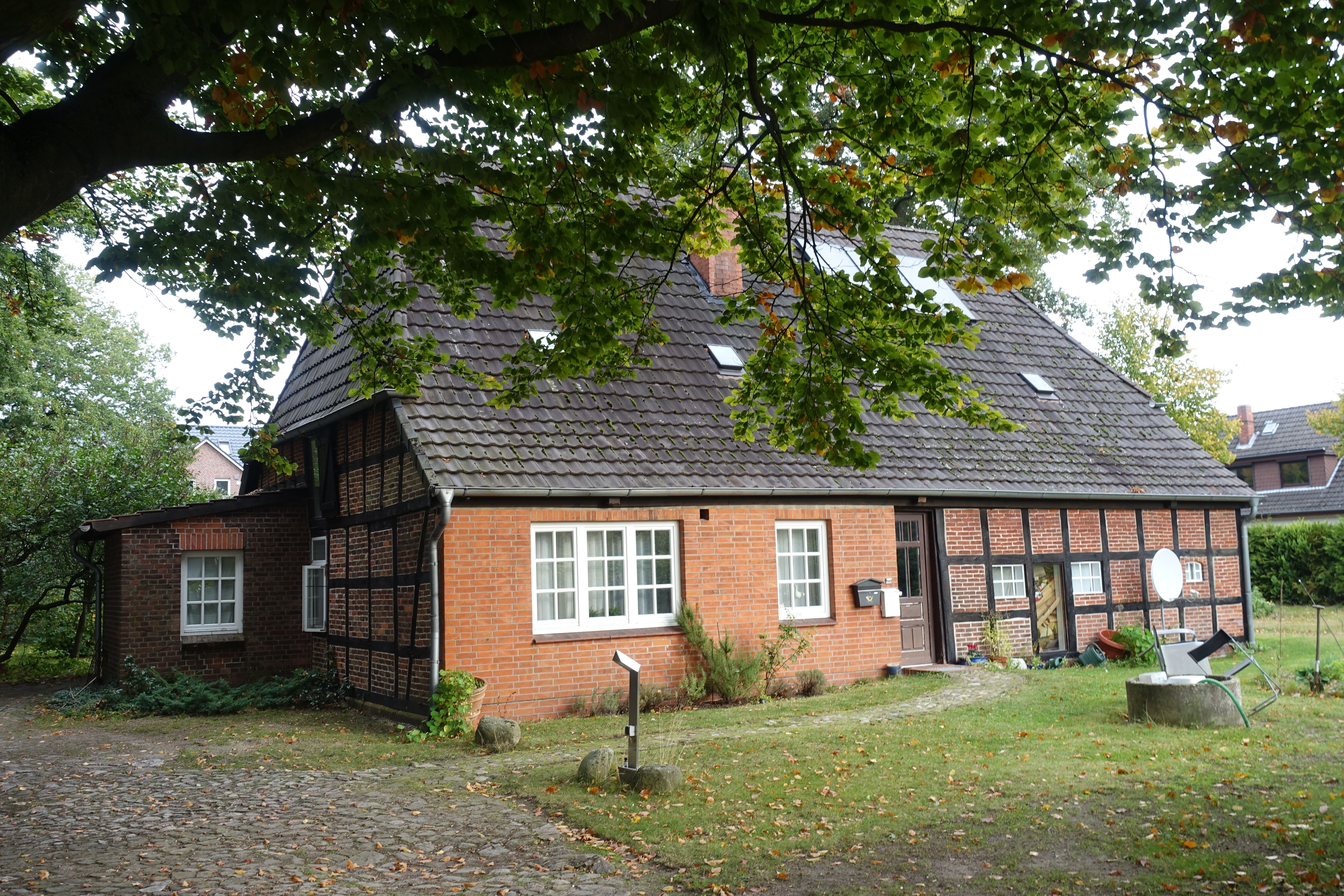
West- und Südfassade (2022)

Das Wohn- und Wirtschaftsgebäude Lindenstraße 46 in der niedersächsischen Gemeinde Sottrum wurde zur Mitte des 19. Jahrhunderts gebaut. Aktuell (2025) wird es zum Wohnen genutzt.
Das Gebäude steht unter Denkmalschutz (siehe auch Liste der Baudenkmale in Sottrum).

## Geschichte und Beschreibung
Sottrum wurde 1205 erstmals erwähnt und gehört zur Samtgemeinde Sottrum im heutigen Landkreis Rotenburg (Wümme).
Das eingeschossige giebelständige Wohn- und Wirtschaftsgebäude als Zweiständer-Hallenhaus in Fachwerk mit Steinausfachungen, pfannengedecktem Krüppelwalmdach und der später verglasten Grooten Door wurde 1847 für Johann Borcherd Schlo und Ehefrau Anna Maria (Inschrift) gebaut. Die Traufwand zum Süden wurde später teilweise massiv in Backstein erneuert.
Das Landesdenkmalamt befand u. a.: „… ein regionstypisches Hallenhaus der ersten Hälfte des 19. Jahrhunderts in Zweiständerkonstruktion ….“